# Relazioni bilaterali tra Italia e Yemen
Le relazioni bilaterali tra Italia e Yemen fanno riferimento ai rapporti diplomatici fra la Repubblica Italiana e la Repubblica dello Yemen. L'Italia ha un'ambasciata a Sana'a e lo Yemen ha un'ambasciata a Roma.

## Storia
Le relazioni diplomatiche tra Italia e Yemen hanno inizio il 2 settembre 1926, con la firma del trattato italo-yemenita, con il quale il Regno d'Italia si assicurò il controllo della costa orientale del mar Rosso.